# Proisotoma ripicola
Proisotoma ripicola är en urinsektsart som beskrevs av Linnaniemi 1912. Proisotoma ripicola ingår i släktet Proisotoma, och familjen Isotomidae. Arten är reproducerande i Sverige.